# Kathedrale von Coro

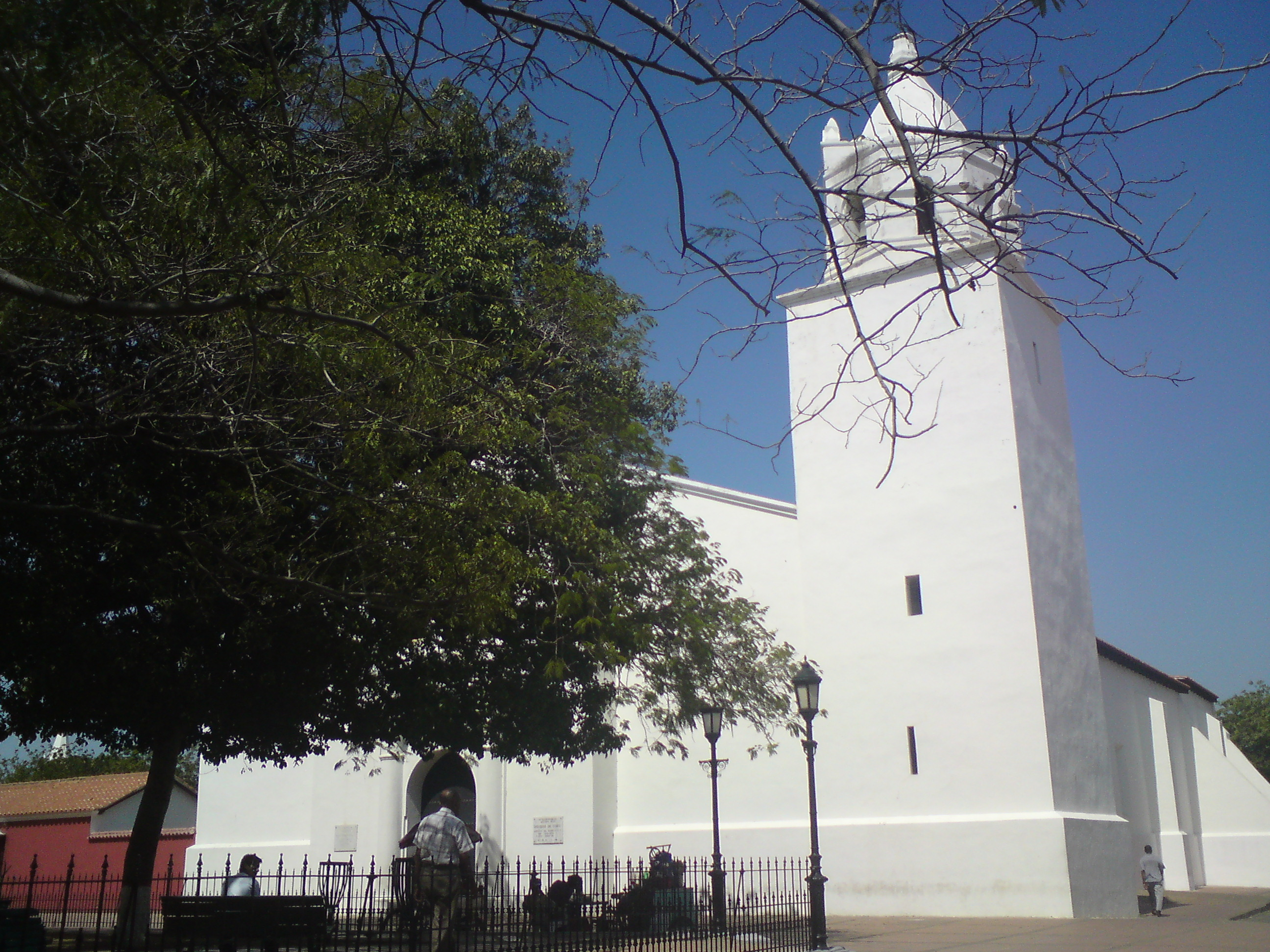
Fassade der Kathedrale

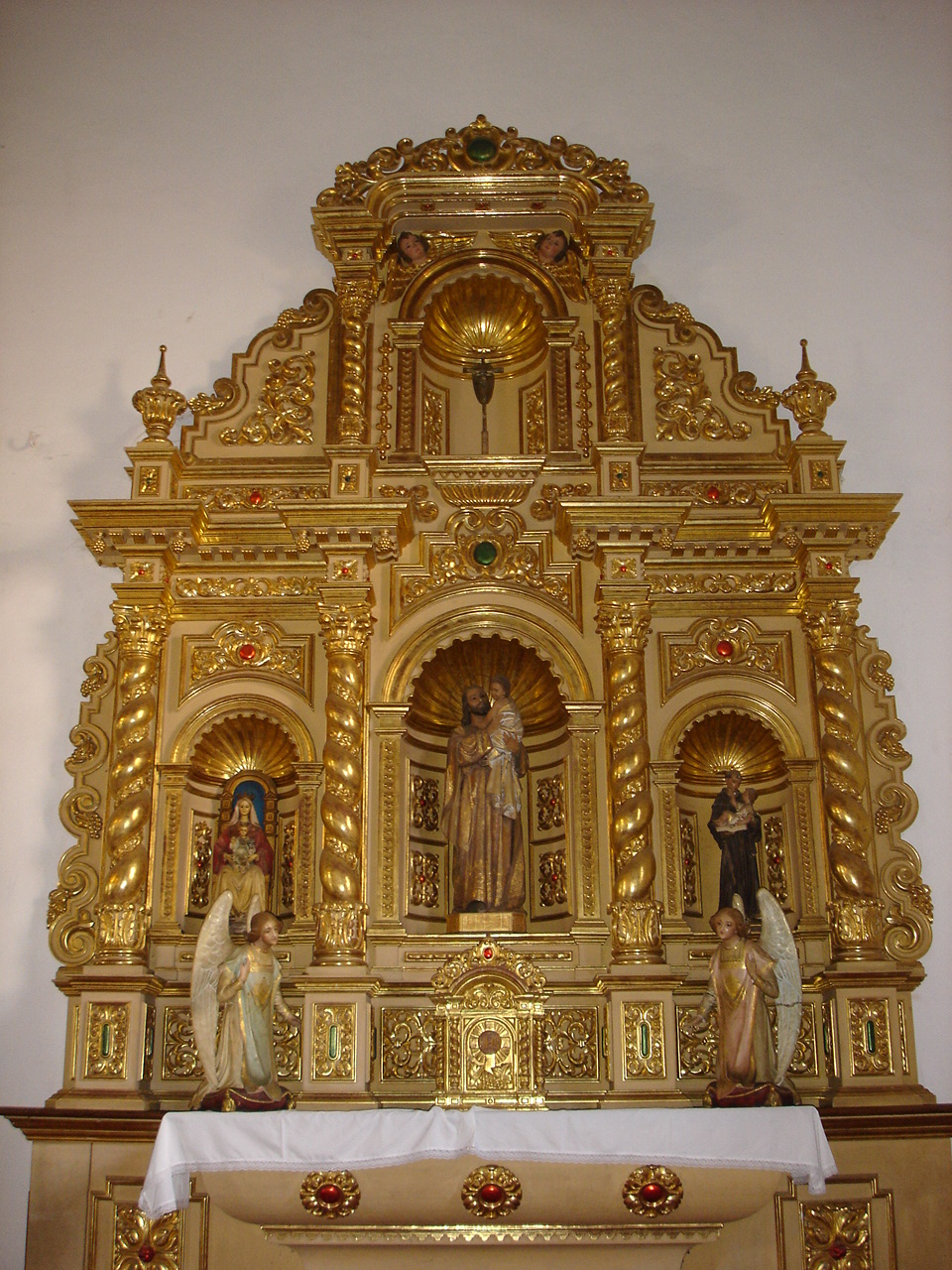
Altar

Die Kathedrale von Coro oder Kathedralbasilika St. Anna (spanisch Catedral Basílica Menor de Santa Ana) ist eine römisch-katholische Kirche in Coro, Hauptstadt des Bundesstaates Falcón, Venezuela. Die Kathedrale des Erzbistums Coro trägt zusätzlich den Titel einer Basilica minor und ist der hl. Anna gewidmet. Die Kirche wird als nationales historisches Denkmal von Venezuela geführt.

## Geschichte
Die 1527 gegründete Stadt Coro war von 1528 bis 1545 unter dem Namen Neu-Augsburg Kolonialstadt der Welser für Klein-Venedig. In dieser Zeit gründete am 21. Juli 1531 Papst Clemens VII. das Bistum Coro, das erste Bistum in Südamerika. Der Bau der heutigen Kathedrale begann 1583 im Zentrum des historischen Stadtkerns von Coro. Die Kuppel und die beiden seitlichen Gewölbe wurden von Francisco Ramírez zwischen 1608 und 1615 erbaut, als Bartolomé de Nevada, der bereits den Bau der Kathedrale von La Asunción auf der Isla Margarita verantwortet hatte, den Turm bis 1620 und das ganze Bauwerk bis vermutlich 1634 fertig stellte. Schon 1637 wurde der Sitz des Bistums zur Hauptstadt als Erzbistum Caracas verlegt und die Kathedrale verlor ihren Rang. Mit der Neugründung des Bistums wurde die Kirche 1922 erneut zur Kathedrale. 1960 wurde die Kirche in die Liste der nationalhistorischen Denkmäler aufgenommen. Unter Papst Paul VI. erhielt die Kirche 1977 aus Anlass des 450. Stadtjubiläums zusätzlich den Titel einer Basilica minor. Wegen verschiedener Umbauten für den zweiten Nationalen Marianischen Kongress anlässlich des 400. Jahrestages der Stadt wurde die Kathedrale trotz späterer Rückbauten 1993 nicht Teil des Welterbes Coro.

## Beschreibung
Die schlichte weiße Fassade zum Plaza Bolivar entspricht dem venezolanischen Kolonialstil. An ihrer rechten Seite steht ein quadratischer Glockenturm mit achteckigem Aufsatz. Die zweietagige Fassade ist noch von der Renaissance geprägt und rahmt das Hauptportal mit halbrunden Säulen ein. Im Giebel befindet sich ein Gesims, auf dem sich eine dreieckige Leiste und zwei Öffnungen mit Bögen befinden.
Die Hallenkirche mit schräger, dunkler Holzbalkendecke besitzt drei Kirchenschiffe, das breitere Mittelschiff ist mit Reihen von Rundbögen von den Seitenschiffe abgetrennt, die auf runden Säulen mit Kapitellen im toskanischen Stil ruhen. Der Chor mit dem Hochaltar in der Apsis ist durch einen Rundbogen abgetrennt, auch die Seitenschiffe führen zu Altären.
In der Kirche gibt es historische Informationen über die eifrige und unfruchtbare Suche nach El Dorado durch die Welser.